# Labastide-du-Temple
Labastide-du-Temple è un comune francese di 1 096 abitanti situato nel dipartimento del Tarn e Garonna nella regione dell'Occitania.

## Società

### Evoluzione demografica
Abitanti censiti